# Isaack Luttichuys

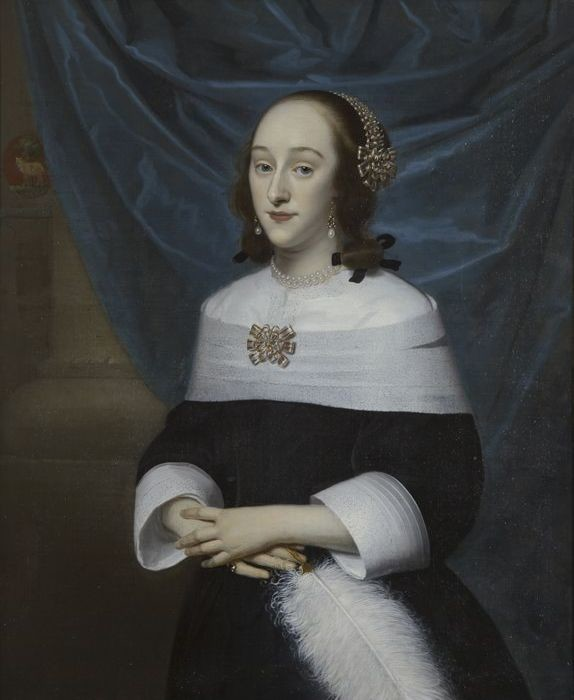
Retrato de Johanna de Lange, 1655. Óleo sobre lienzo, 99 x 81 cm, Museum Rotterdam.

Isaack Luttichuys (Londres, 1616-Ámsterdam, 1673) fue un pintor del Siglo de oro neerlandés

## Biografía
Bautizado en Londres el 25 de febrero de 1616 en la Iglesia reformada neerlandesa de Austin Friars, y hermano menor de Simon Luttichuys, toda su actividad conocida se desarrolló en Ámsterdam, donde se le documenta por primera vez en 1638, que es el año también de la primera obra firmada que se ha conservado: el retrato de Anna Blaeu madre del poeta e historiador Pieter Corneliszoon Hooft. Contrajo matrimonio en Ámsterdam en abril de 1643 con Elisabeth Adolfs Winck, fallecida dos años después tras un segundo parto, y en 1646 con Sara Grebert, con quien tuvo otros cinco hijos.

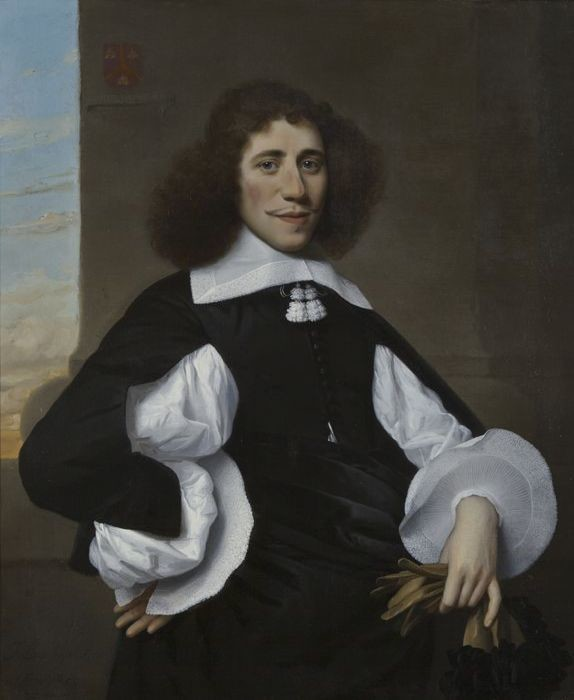
Retrato de Abraham de Rieme, 1655. Óleo sobre lienzo, 99 x 81,5 cm, Museum Rotterdam.

A diferencia de su hermano, especializado en naturalezas muertas, Isaack solo ocasionalmente pintó algún bodegón, siendo su especialidad los retratos idealizados en los que se perciben las transformaciones que se produjeron en ese género en Ámsterdam en la segunda mitad del siglo xvii por influencia de Anton van Dyck. Sus retratos en pendant y de tres cuartos, como los de Johanna de Lange y su esposo Abraham de Riemer del museo de Róterdam, o los de Adriaen van Loon y Cornelia Hunthum, del Museum van Loon de Ámsterdam, por las actitudes relajadas y gestos elegantes de sus modelos, la calidad de las telas y la incorporación de elementos ennoblecedores, como cortinajes o columnas en los fondos, buscaban halagar a la clientela burguesa recurriendo a características propias del tradicional retrato cortesano. No debieron de faltarle clientes y trabajo, atendiendo al número relativamente elevado de retratos firmados por él que se han conservado, pero se sabe que atravesó por dificultades económicas en diversos momentos de su vida y en 1668 tuvo que empeñar muchas de sus propiedades.